# 地平を駈ける獅子を見た
「地平を駈ける獅子を見た」（ちへいをかけるししをみた）は、1979年3月25日に発売された松崎しげるの19枚目のシングルである（規格品番：VIH-1043）。1989年2月21日には8cmCDとして再発売された（規格品番：VRDS-1126）。また松崎のベストアルバム「NEW BEST ONE」にも収録されている（規格品番：VICL-41072）。

## 解説
1978年オフに福岡県の福岡市（平和台野球場）に本拠地を置いていたクラウンライターライオンズ（福岡野球）が西武グループ（国土計画）に買収され、「西武ライオンズ」が発足した際、先代の球団歌『君こそライオンズ』に代わり発表された。福岡県から埼玉県所沢市（西武ライオンズ球場）にチームが移転し、心機一転を図る意味もあって阿久悠・小林亜星といった豪華な顔ぶれによって曲が作られ、流行歌手である松崎しげるという当時としては異例のボーカル起用を行い、松崎の音域の広さを生かした高音でフレッシュな印象を抱かせるポップス調の楽曲とした。
シングルは発売後2か月余りで8万5000枚を売り上げた。
歌詞には、野球やスポーツに関する言葉を入れず誰もが奇跡を願う思いを込めた「ミラクル元年」という一節を折り込み、または印象的に表現される空の青、風の白、地の緑、そして炎の赤は、西武ライオンズのチームカラーを表している。この配色はレオのマークとともに西武グループ全体のシンボルカラーとして活用されている（ライオンズカラー）。
ライオンズが優勝した際には、西武百貨店や西友・PePeなど旧セゾングループ各社による優勝記念セールや西武鉄道所沢駅構内などにおいてヘビーローテーションでかけられるのが恒例となっており、毎年のように優勝していた黄金期（1982年～1994年）の時期には頻繁に流れていたため、地元以外でもプロ野球に詳しくない主婦層を含め馴染みが深い曲でもあった。現在はベルーナドームでの試合開始前等に場内外で流れる他、5回の攻撃開始時（1コーラス）、ライオンズの得点時（Bメロ以降のみ）や9回裏の攻撃時にビクトリーフラッグを振りながら合唱するなどして使用されている。2017年からはライオンズ勝利時にフルコーラスで流れている（その際スコアボードには歌詞テロップが表示されていた）。
廣済堂出版『ホームラン』編集で毎年発売されている「12球団全選手カラー百科名鑑」では各球団ごとに球団歌を掲載するのが基本であるが、西武に関してはこの曲ではなく1996年に発表された応援歌「吠えろライオンズ」の方を掲載している。
ライオンズが4年ぶりの日本一に輝いた翌日の2008年11月10日、西武百貨店池袋本店にて行われた日本一記念セールのオープニングセレモニーに松崎が登場し、この曲をフルコーラスで生歌唱した。
カップリング（B面）は長戸大幸作曲のインストゥルメンタル楽曲「レッツ・ゴー・ライオンズ」で、「Lions! Lions!」と連呼したり「L! I! O! N! S!　Lets Go! Lets Go! Lions!」というコーラスが入るものだった。これは「TVSライオンズアワー」で1980年代一時期のエンディングテーマソングとして使われた時代があった。また同曲のエンド部を「文化放送ライオンズナイター」で1988年までCM前のジングルとして使用していた。
2022年7月22日からは、ベルーナドーム最寄りの西武狭山線西武球場前駅1 - 6番ホームにおいて、本曲が発車メロディとして使用されている。

## 収録曲
1. 地平を駈ける獅子を見た [03:00]
作詞：阿久悠／作曲：小林亜星／編曲：高田弘
2. レッツ・ゴー・ライオンズ [03:33]
作曲・編曲：長戸大幸

## 40thバージョン
2019年に埼玉西武ライオンズが誕生して40周年となるのを記念して、2017年に本曲をリミックス・新録した『地平を駈ける獅子を見た（40thバージョン）』（歌：松崎しげる）と『地平を駈ける獅子を見た（Fan-MIX）』（歌：BLUE LEGENDS）がそれぞれ制作され、同年11月23日に開催された「LIONS THANKS FESTA 2017」にて前述の新曲2曲（＋カラオケバージョン）と原曲の計5曲を収録した球団歌CD『地平を駈ける獅子を見た-埼玉西武ライオンズ球団歌40周年記念盤-』が限定販売された。このCDはその後、2018年10月24日に徳間ジャパンコミュニケーションズより改めて一般流通盤として再発売された。
同時に、松崎が球団40周年PRアンバサダーに就任し、2018年4月17日の対北海道日本ハムファイターズ戦（「ライオンズ・クラシック2018」、東京ドーム）、7月21日の対東北楽天ゴールデンイーグルス戦（「ライオンズフェスティバルズ2018」、メットライフドーム）各試合終了後に出演してブルーのペンライトをバックに生歌唱した。
40thバージョンのビデオクリップに松崎自ら出演しており、2021年現在もメットライフドームでの試合で西武が勝利した場合に、勝利の花火とともに、Lビジョン（スコアボード）にこの曲のビデオが上映される。

### 収録曲（40thバージョン）
- 全曲作詞：阿久悠／作曲：小林亜星

1. 地平を駈ける獅子を見た（40thバージョン） [03:46]
編曲：冷泉三区音響研究所／ストリングス・アレンジ：中西進／コーラス・アレンジ：沼田梨花
歌：松崎しげる
2. 地平を駈ける獅子を見た（Fan-MIX） [03:00]
ストリングス・アレンジ：中西進／コーラス・アレンジ：沼田梨花
歌：BLUE LEGENDS
3. 地平を駈ける獅子を見た（1979オリジナルバージョン） [03:05]
編曲：高田弘
歌：松崎しげる
4. 地平を駈ける獅子を見た（40thバージョン オリジナルカラオケ） [03:46]
5. 地平を駈ける獅子を見た（Fan-MIX オリジナルカラオケ） [02:59]